# Eunotus kocoureki
Eunotus kocoureki är en stekelart som beskrevs av Boucek 1972. Eunotus kocoureki ingår i släktet Eunotus och familjen puppglanssteklar.
Artens utbredningsområde är Bulgarien. Inga underarter finns listade i Catalogue of Life.